# Tor Arne Sannerholt
Tor Arne Sannerholt (12 dicembre 1967) è un ex calciatore norvegese, di ruolo centrocampista.